# Gabriele Tredozi
Gabriele Tredozi (Brisighella, 9 settembre 1957) è un ingegnere italiano, direttore tecnico della Minardi dal 2001 al 2005.
Assunto alla Minardi nel 1988 come assistente ingegnere di gara con Pierluigi Martini e Adrián Campos, con Martini resta tra il 1989 e il 1991 e poi ancora durante il 1994 e il 1995.
Nel 1992 è ingegnere di Christian Fittipaldi e Fabrizio Barbazza nel 1993. È ingegnere di gara fino al 1996, occupandosi di Pedro Lamy.
Nel 1997, dopo l'assunzione di Aldo Costa alla Ferrari, è nominato coordinatore tecnico del team Minardi. Responsabile della progettazione, delle aree di produzione e della gestione tecnica in pista, copre questo ruolo sotto la direzione tecnica di Gustav Brunner fino al 2001 quando diviene direttore tecnico della Minardi. Dopo l'acquisizione del team da parte della  Scuderia Toro Rosso, Tredozi ha mantenuto il suo ruolo fino alla sostituzione di Alex Hitzinger a metà del 2006. 
Dopo l'esperienza di commentatore tecnico alla rete televisiva Sky, nel 2008 fa il suo ingresso nella Scuderia Playteam Sarafree, nel campionato Superleague Formula. Dal 2009, ricopere la carica di Team Principal coordinando tutte le attività sportive, tecniche e logistiche della scuderia. 
Tredozi torna in Formula 1 per mezzo dell'Hispania F110, disegnata e costruita dalla Dallara per la scuderia Hispania Racing F1 Team (che la utilizza nel Campionato del Mondo 2010), della quale è appunto il designer.
Nel 2013 Tredozi entra a far parte dello staff della squadra Euronova. Il team diretto da Vincenzo Sospiri collaborerà con lui per i campionati 
di AutoGP e Formula Abarth.
Dal 2014 è permanente nel ruolo di responsabile reparto corse in Nanoprom Chemicals a Sassuolo (MO).